# Eine Insel namens Udo
Eine Insel namens Udo ist eine deutsche Filmkomödie des Regisseurs Markus Sehr aus dem Jahr 2011.

## Handlung
Udo hat ein Problem, er leidet unter „Schwersichtbarkeit“. Seine Mitmenschen nehmen ihn nicht wahr, übersehen ihn und bemerken ihn nur, wenn er sie direkt anspricht. Daher hat er in einem Kaufhaus, in dem er als Ladendetektiv arbeitet, auch eine Behausung in einem Zelt in der Trekking-Abteilung gefunden. Der einzige Mensch in seinem Leben ist die transgeschlechtliche Parfüm-Verkäuferin Amanda.
Sein Leben wird völlig durcheinander geworfen, als ihn Jasmin im Kaufhaus anspricht. Sie kann ihn sehen. Udo ist außer sich vor Begeisterung. Eine Liebesbeziehung zwischen beiden entwickelt sich, bei der sich Jasmin mehrfach wundert, warum ihrem Begleiter ständig die kuriosesten Dinge zustoßen. Ihm wird die Tür vor der Nase zugeworfen, er bekommt Frisbee-Scheiben an den Kopf und wird von einem Auto angefahren. Udo muss sich outen und Jasmin gestehen, dass nur sie ihn sehen kann.
Alles ändert sich nach der ersten gemeinsamen Liebesnacht – Udos erste überhaupt. Er klettert nackt aus seinem Zelt in dem Kaufhaus, spaziert an Kunden vorbei und wähnt sich unsichtbar. Doch dem ist nicht so – nicht mehr.
Auf einmal ist Jasmin mit Udos unnormaler Art nicht zufrieden. Er versucht sich zu ändern, was Jasmin noch mehr aufregt. Es kommt zum Streit. Jasmin wünscht sich, Udo sei wieder unsichtbar, worauf er tatsächlich wieder unsichtbar wird, sogar für Jasmin. Jasmin bekommt einen Job in München angeboten, den sie annimmt. Dazu will sie nun mit ihrem Chef in einem Privatflugzeug nach München fliegen. Auf dem Flughafen kann Udo in letzter Sekunde noch das Flugzeug stoppen. Jasmin und Udo küssen sich und er wird wieder sichtbar für alle.

## Hintergrund
Produziert wurde der Film in einer Koproduktion von Little Shark Entertainment und Hupe Film, finanziert mit Mitteln des Westdeutschen Rundfunks, Arte, der Filmstiftung Nordrhein-Westfalen, der Filmförderungsanstalt und dem Deutschen Filmförderfonds. In die Kinos wurde der Film von der Firma X-Verleih in Zusammenarbeit mit Warner Bros. am 16. Juni 2011 gebracht.
Eine Insel namens Udo ist der erste lange Kinofilm des Internationale-Filmschule-Köln-Absolventen Markus Sehr.

## Kritik
„Als Parade einzelner Sketche könnte man sich den Film ganz gut vorstellen, doch gestreckt auf eine abendfüllende Kinoerzählung, schaut an den Ecken doch etwas viel Füllmaterial heraus. Zudem ist die Unscheinbarkeit nicht nur bei der Hauptfigur Programm, sondern auch bei der allzu genügsamen Inszenierung. Mit etwas mehr Ambition hätte der Stoff eine Komödie hergegeben, deren Kauzigkeit sie über den Durchschnitt erhoben hätte.“

„Die reizvolle Ausgangsidee der Komödie will allerdings nicht richtig zünden und mündet in eine Folge genügsamer Sketche, um die herum die Handlung bemüht und die Inszenierung allzu schlicht wirkt.“

„Woran Eine Insel namens Udo leidet, ist der Mangel an Konsequenz, die mit der Exposition aufgerufenen Fragen und Konstellationen nicht nur vereinzelt, sondern entschlossen auch in die Tiefe fortzuentwickeln. Denn neben den raren subtilen Momenten, wo die wesensverwandten Elemente Komik und Tragik einander wirklich nahekommen, reiht der Film Kalauer und klamaukige Sketche aneinander, als gelte es eine bestimmte Gagquote zu erreichen, um auf die Spiellänge von 80 Minuten zu kommen.“

## Auszeichnungen
Fritzi Haberlandt gewann für ihre Rolle den Ernst-Lubitsch-Preis, den Preis des Clubs der Berliner Filmjournalisten für die beste komödiantische Leistung im deutschen Film 2012.